# دوربین میدان وسیع ۳

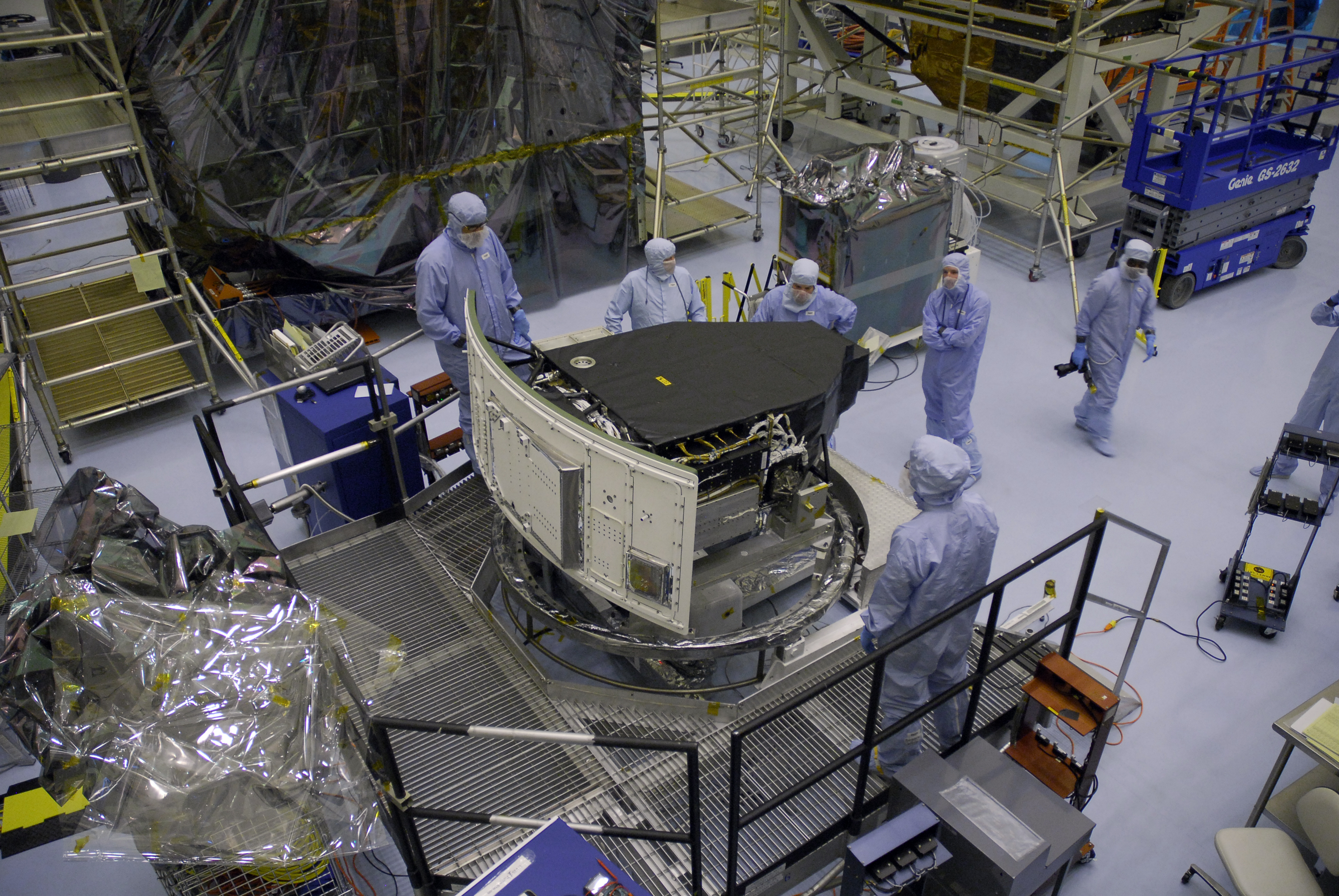
با محمولهٔ دوربین میدان وسیع ۳ در مرکز فضایی کندی، اس‌تی‌اس-۱۲۵، برای انجام مأموریت تعمیر، پنجمین و آخرین مأموریت شاتل آماده می‌شود.

دوربین میدان وسیع ۳ یا نسل سوم دوربین میدان وسیع (انگلیسی: Wide Field Camera 3) (WFC3) آخرین و پیشرفته‌ترین ابزار تلسکوپ فضایی هابل برای گرفتن تصویر در طیف مرئی است. این دوربین که جایگزین نسل دوم «دوربین میدان وسیع و سیاره‌ای ۲» در طی نخستین راهپیمایی فضایی مأموریت شاتل فضایی ماموریت شاتل فضایی اس‌تی‌اس-۱۲۵ (مأموریت سرویس دهی تلسکوپ فضایی هابل ۴) در ۱۴ می ۲۰۰۹ نصب شد.
دبلیواف‌سی۳ تا اوت ۲۰۲۲، همچنان در حال فعالیت بود.

## ویژگی‌ها
این ابزار به گونه‌ای طراحی شده که دوربینی همه‌کاره است که قادر به تصویربرداری از هدف‌های نجومی در محدودهٔ طول موج‌های بسیار وسیع و با میدان دید زیاد است. این یک ابزار نسل چهارم برای هابل است.
دوربین میدان وسیع ۳ دارای دو مسیر نوری مستقل است: یک کانال UV و نوری که از یک جفت دستگاه شارژ (CCD) برای ضبط تصویرها از ۲۰۰ تا ۱۰۰۰ نانومتر استفاده می‌کند، و یک آرایه آشکارساز مادون قرمز نزدیک هم که محدودهٔ طول موج ۸۰۰ تا ۱۷۰۰ نانومتر را پوشش می‌دهد.

## نگارخانه

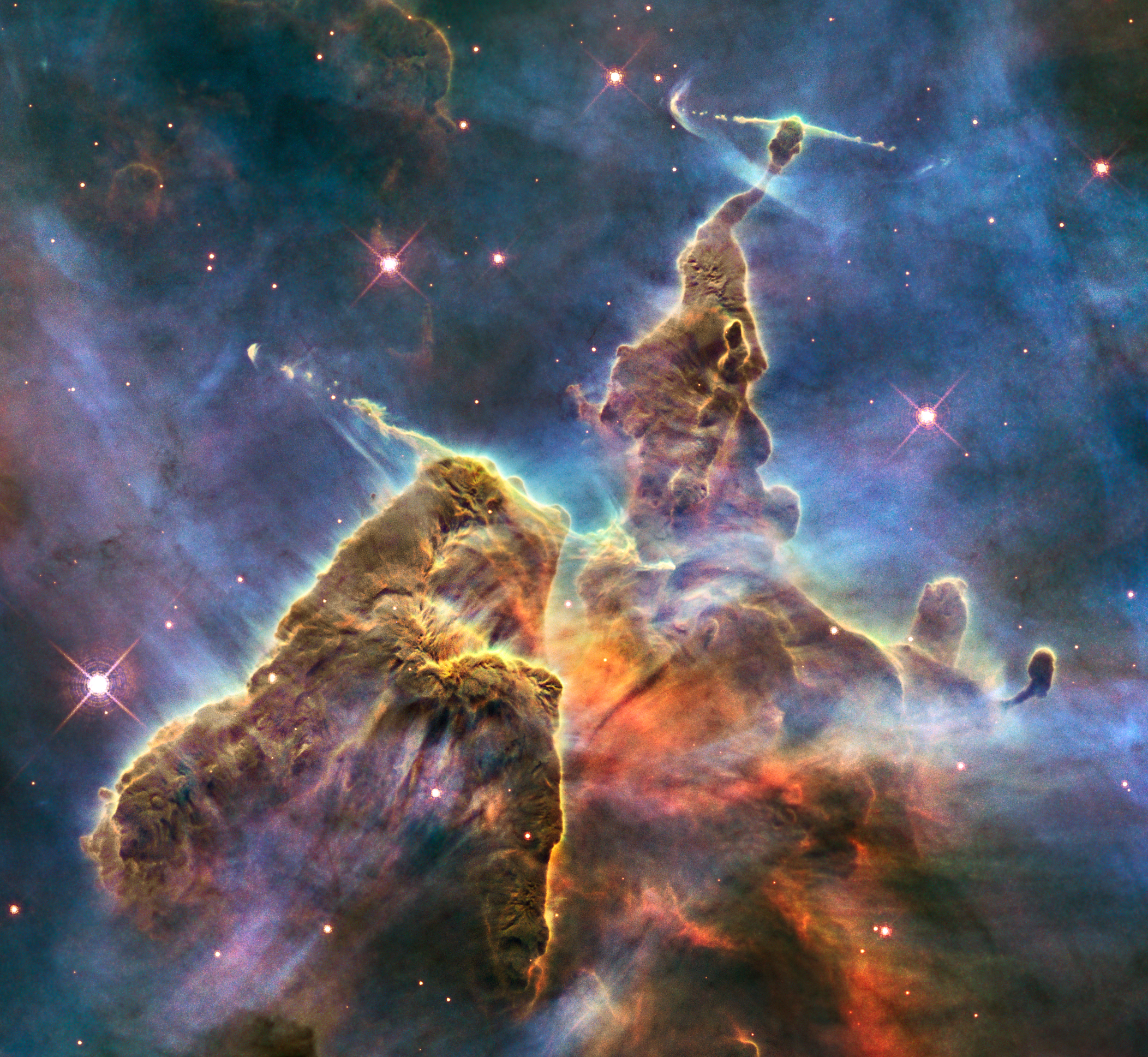
WFC3 view of Mystic Mountain in the Carina Nebula
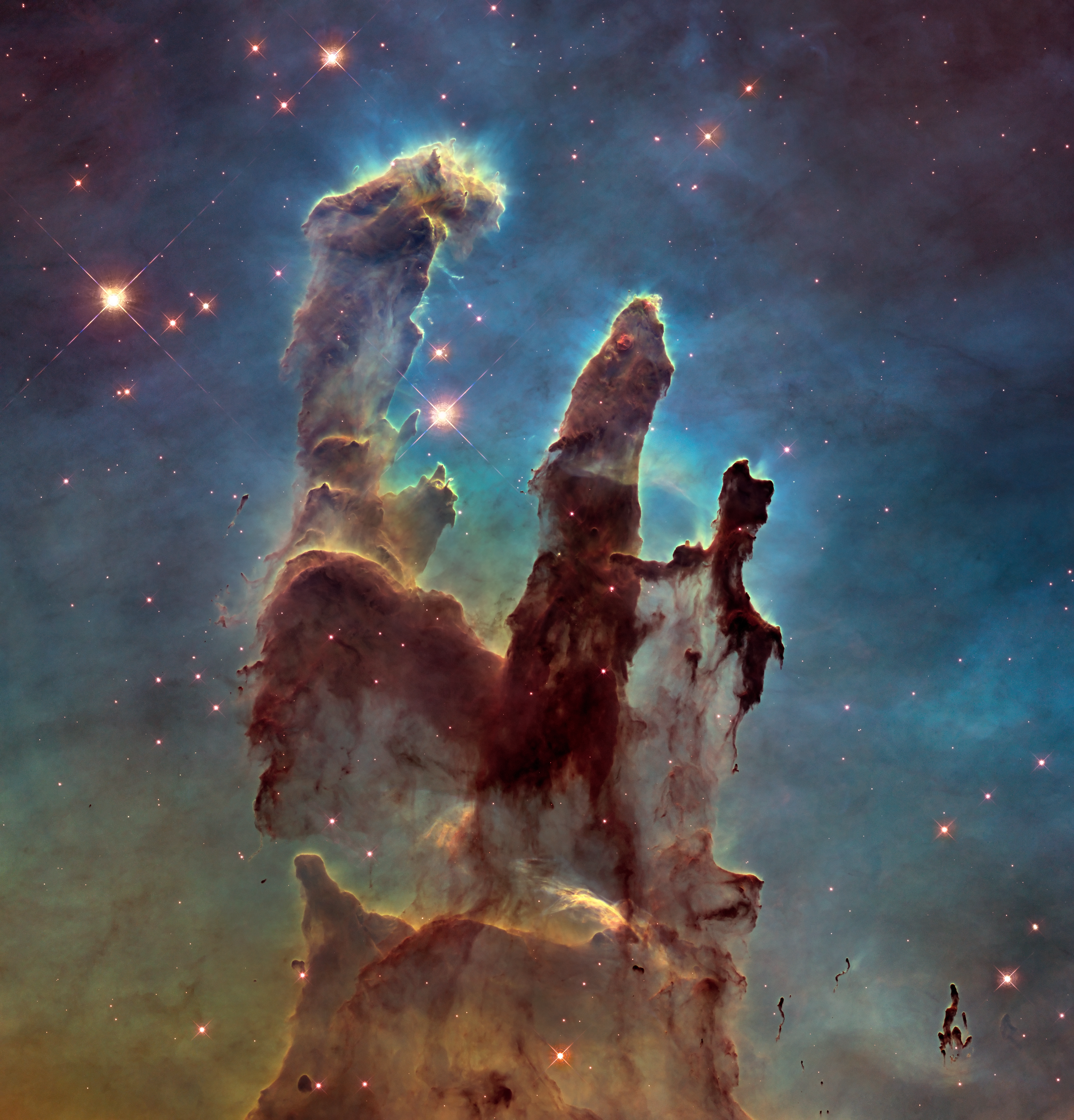
in the Eagle Nebula the original photograph
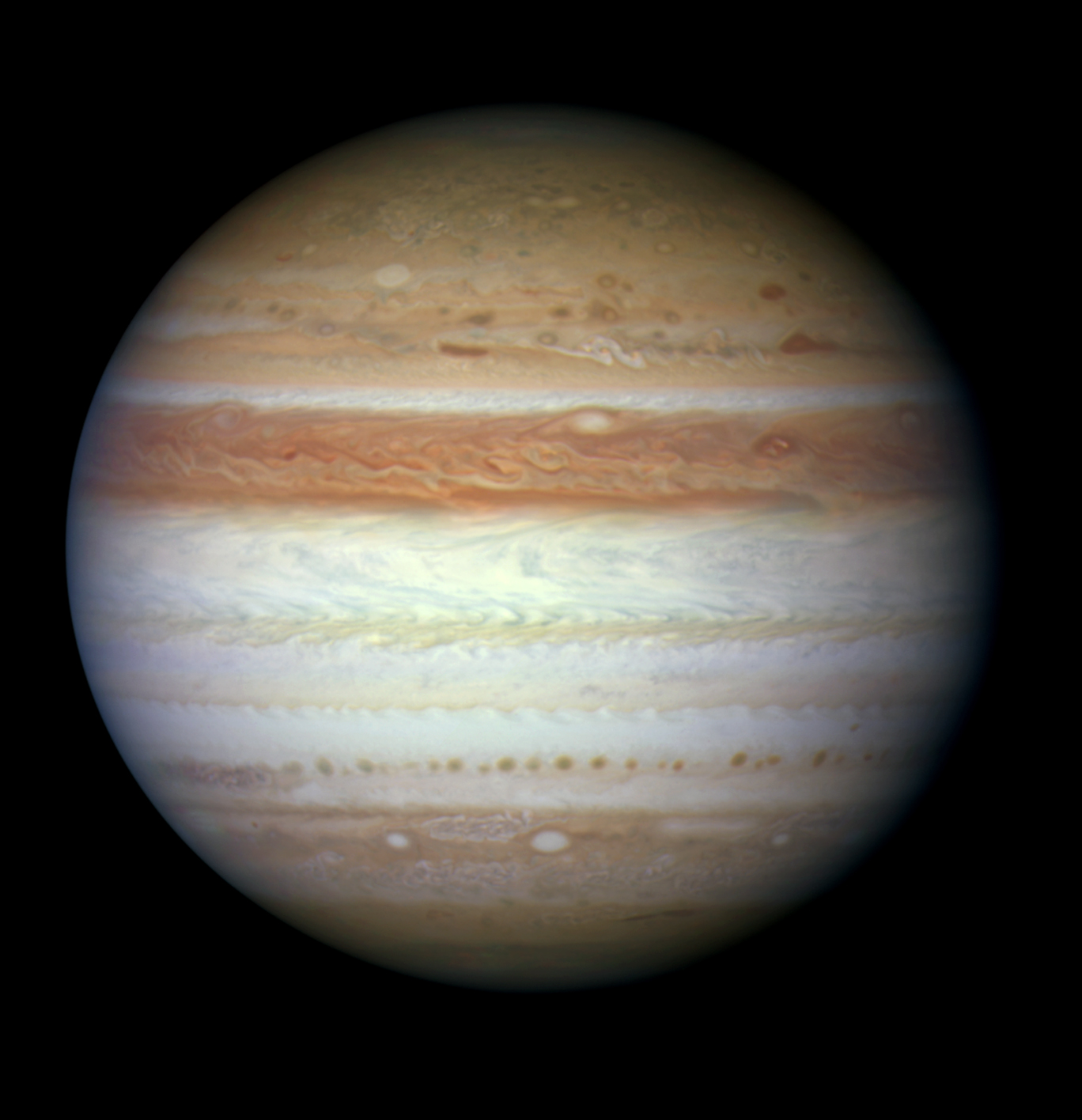
Jupiter in 2010, by WFC3